# Spin Sebastiaan
De spin Sebastiaan figureert in een gedicht van Annie M.G. Schmidt opgenomen in haar gedichten- en verhalenbundel Dit is de spin Sebastiaan (1951), geïllustreerd door Wim Bijmoer. Deze bundel is vele malen herdrukt onder de titel De spin Sebastiaan.

## Samenvatting van het gedicht
Het gedicht gaat over een spin genaamd Sebastiaan waarmee het slecht is afgelopen. Hij was eigenwijs en zei tot de andere spinnen dat hij enorme drang had een spinnenweb te spinnen ondanks de vreselijke kou. Alle anderen spinnen probeerden hem van dat idee af te laten zien maar Sebastiaan was eigenwijs en zei dat hij ook binnen een web kon spinnen waar het warm was. Het hoefde niet groot te zijn en kon mogelijk ergens achter een gordijn. De andere spinnen bleven het afraden en zeiden dat het binnen gevaarlijk was voor een spin, maar Sebastiaan bleef eigenwijs en, gedreven door de grote aandrang tot het spinnen van een web, deed hij het toch. Alle anderen spinnen zeiden dat het z'n dood zou worden. Door het raam klom hij naar binnen. De andere spinnen zagen hem gaan, eigenzinnig en niet bang, alwaar hij aan zijn web begon te spinnen. Na een pauze werd er een bericht doorgegeven: binnen was een moord gepleegd, Sebastiaan werd opgeveegd.